# David Donaldson (sciatore)
David Donaldson (1986) è un ex sciatore alpino canadese.

## Biografia
Attivo in gare FIS dal dicembre del 2001, in Nor-Am Cup Donaldson ha esordito il 17 marzo 2005 a Le Massif in discesa libera, senza completare la prova, ha colto il primo podio il 14 dicembre 2012 a Panorama in slalom gigante (3º) e l'unica vittoria il 14 marzo 2013 a Nakiska nella medesima specialità. In Coppa del Mondo ha disputato cinque gare, tutte slalom giganti (la prima il 27 ottobre 2013 a Sölden, l'ultima l'11 gennaio 2014 ad Adelboden), senza mai portarle a termine.
Il 20 marzo 2015 ha ottenuto a Waterville Valley in slalom gigante il suo ultimo podio in Nor-Am Cup (2º); si è ritirato al termine di quella stessa stagione 2014-2015 e la sua ultima gara è stata uno slalom speciale FIS disputato il 3 aprile a Le Relais, chiuso da Donaldson al 3º posto. In carriera non ha preso parte a rassegne olimpiche o iridate.

## Palmarès

### Nor-Am Cup
- Miglior piazzamento in classifica generale: 13º nel 2013
- 3 podi:
  - 1 vittoria
  - 1 secondo posto
  - 1 terzo posto

#### Nor-Am Cup - vittorie
| Data          | Località | Paese  | Specialità |
| ------------- | -------- | ------ | ---------- |
| 14 marzo 2013 | Nakiska  | Canada | GS         |

Legenda:

GS = slalom gigante

### Australia New Zealand Cup
- Miglior piazzamento in classifica generale: 11º nel 2011
- 2 podi:
  - 1 secondo posto
  - 1 terzo posto

### Campionati canadesi
- 1 medaglia:
  - 1 oro (slalom gigante nel 2015)